# A.H.-Heineken-Preis für Umweltwissenschaften
Der A.H.-Heineken-Preis für Umweltwissenschaften ist ein seit 1990 alle zwei Jahre von der Königlich-Niederländischen Akademie der Wissenschaften vergebener Wissenschaftspreis in Umweltwissenschaften.
Der Preis war ab 1994 mit 250.000 fl dotiert. Seit dem Jahr 2000 erhalten die Preisträger 150.000 US-Dollar als Preisgeld, seit 2014 200.000 US-Dollar. Seit 2010 wird zusätzlich der mit 10.000 Euro dotierte Heineken Young Scientists Award an Nachwuchsforscher vergeben.

## Preisträger
- 1990 James Lovelock
- 1992 Marko Branica
- 1994 BirdLife International (Colin J. Bibby)
- 1996 Herman Daly
- 1998 Paul R. Ehrlich
- 2000 Poul Harremoës
- 2002 Lonnie G. Thompson
- 2004 Simon A. Levin
- 2006 Stuart L. Pimm
- 2008 Bert Brunekreef
- 2010 David Tilman
- 2012 William Laurance
- 2014 Jaap Sinninghe Damsté
- 2016 Georgina Mace
- 2018 Paul Hebert
- 2020 Corinne Le Quéré
- 2022 Carl Folke[1]